# Syllides sanyaensis
Syllides sanyaensis är en ringmaskart som beskrevs av Linxian Ding och Westheide 1997. Syllides sanyaensis ingår i släktet Syllides och familjen Syllidae. Inga underarter finns listade i Catalogue of Life.